# 19e cérémonie des Florida Film Critics Circle Awards
La 19e cérémonie des Florida Film Critics Circle Awards (FFCC Awards), décernés par le Florida Film Critics Circle, a eu lieu le 19 décembre 2014, et a récompensé les films réalisés dans l'année.

## Palmarès

### Meilleur film
- Birdman

### Meilleur réalisateur
- Richard Linklater pour Boyhood

### Meilleur acteur
- Michael Keaton pour Birdman

### Meilleure actrice
- Rosamund Pike pour Gone Girl

### Meilleur acteur dans un second rôle
- J.K. Simmons pour Whiplash

### Meilleure actrice dans un second rôle
- Patricia Arquette pour Boyhood

### Meilleure distribution
- The Grand Budapest Hotel

### Meilleur scénario original
- The Grand Budapest Hotel – Wes Anderson

### Meilleur scénario adapté
- Gone Girl – Gillian Flynn

### Meilleure direction artistique
- The Grand Budapest Hotel

### Meilleure photographie
- Interstellar – Hoyte Van Hoytema

### Meilleurs effets visuels
- Interstellar

### Meilleure musique
- Under the Skin

### Meilleur film en langue étrangère
- The Raid 2  États-Unis  Indonésie

### Meilleur film d'animation
- La Grande Aventure Lego

### Meilleur film documentaire
- Life Itself

### Pauline Kael Breakout Award
(meilleure révélation)
- Damien Chazelle pour Whiplash

### Golden Orange
- The Borscht Corp